# Florin Tănase
Florin Lucian Tănase (Găești, 30 dicembre 1994) è un calciatore rumeno, centrocampista dell'FCSB e della nazionale rumena.

## Carriera

### Club
Cresciuto calcisticamente nel Viitorul Costanza, nel 2013 viene ceduto in prestito al Voluntari, squadra con cui ha esordito nella massima divisione rumena.
Ha collezionato complessivamente 79 presenze in tre anni segnando 27 gol complessivi, di cui 15 nella stagione 2015/2016, con la maglia del Viitorul.
Nel 2016 si trasferisce alla FCSB.

### Nazionale
Ha giocato nelle nazionali giovanili rumene Under-19 ed Under-21.
Il 31 maggio 2014 ha esordito con la nazionale maggiore rumena nell'amichevole Albania-Romania (0-1).

## Statistiche

### Presenze e reti nei club
Statistiche aggiornate al 2 luglio 2025.
| Stagione                 | Squadra                  | Campionato               | Campionato | Campionato | Coppe nazionali | Coppe nazionali | Coppe nazionali | Coppe continentali | Coppe continentali | Coppe continentali | Altre coppe | Altre coppe | Altre coppe | Totale | Totale |
| Stagione                 | Squadra                  | Comp                     | Pres       | Reti       | Comp            | Pres            | Reti            | Comp               | Pres               | Reti               | Comp        | Pres        | Reti        | Pres   | Reti   |
| ------------------------ | ------------------------ | ------------------------ | ---------- | ---------- | --------------- | --------------- | --------------- | ------------------ | ------------------ | ------------------ | ----------- | ----------- | ----------- | ------ | ------ |
| 2013-gen. 2014           | Voluntari                | L3                       | 12         | 1          | CR              | 2               | 0               |                    | -                  | -                  |             | -           | -           | 14     | 1      |
| gen.-giu. 2014           | Viitorul Costanza        | L1                       | 12         | 3          |                 | -               | -               |                    | -                  | -                  |             | -           | -           | 12     | 3      |
| 2014-2015                | Viitorul Costanza        | L1                       | 32         | 4          | CR+CdL          | 0+2             | 0+1             |                    | -                  | -                  |             | -           | -           | 34     | 5      |
| 2015-2016                | Viitorul Costanza        | L1                       | 32         | 15         | CR+CdL          | 2+1             | 1+0             |                    | -                  | -                  |             | -           | -           | 35     | 16     |
| lug.-ago.2016            | Viitorul Costanza        | L1                       | 3          | 0          | CR+CdL          | 0               | 0               | UEL                | 2                  | -                  |             | -           | -           | 5      | 0      |
| Totale Viitorul Costanza | Totale Viitorul Costanza | Totale Viitorul Costanza | 79         | 22         |                 | 5               | 2               |                    | 2                  | 0                  |             |             |             | 86     | 24     |
| ago. 2016-2017           | FCSB                     | L1                       | 22         | 4          | CR+CdL          | 0+1             | 0               | UEL                | 2                  |                    |             | -           | -           | 25     | 4      |
| 2017-2018                | FCSB                     | L1                       | 33         | 10         | CR              | 1               | 0               | UCL+UEL            | 4+7                | 1+0                |             | -           | -           | 45     | 11     |
| 2018-2019                | FCSB                     | L1                       | 34         | 10         | CR              | 1               | 0               | UEL                | 5                  | 1                  |             | -           | -           | 40     | 11     |
| 2019-2020                | FCSB                     | L1                       | 30         | 7          | CR              | 5               | 0               | UEL                | 8                  | 4                  |             | -           | -           | 43     | 11     |
| 2020-2021                | FCSB                     | L1                       | 34         | 24         | CR              | 0               | 0               | UEL                | 1                  | 1                  | SR          | 1           | 0           | 36     | 25     |
| 2021-2022                | FCSB                     | L1                       | 34         | 20         | CR              | 0               | 0               | UECL               | 2                  | 0                  |             | -           | -           | 36     | 20     |
| lug.-ago. 2022           | FCSB                     | L1                       | 2          | 1          | CR              | 0               | 0               | UECL               | 1                  | 0                  |             | -           | -           | 3      | 1      |
| ago. 2022-2023           | Al-Jazira                | PL                       | 21         | 2          | CP+CdL          | 2+1             | 3+1             |                    | -                  | -                  |             | -           | -           | 24     | 6      |
| 2023-2024                | Al-Okhdood               | PL                       | 25         | 2          |                 | -               | -               |                    | -                  | -                  |             | -           | -           | 25     | 2      |
| 2024-2025                | FCSB                     | L1                       | 28         | 4          | CR              | 1               | 0               | UEL                | 12                 | 1                  |             | -           | -           | 41     | 5      |
| 2025-2026                | FCSB                     | L1                       | -          | -          | CR              | -               | -               |                    | -                  | -                  |             | -           | -           | -      | -      |
| Totale carriera          | Totale carriera          | Totale carriera          | 354        | 107        |                 | 19              | 6               |                    | 44                 | 8                  |             | 1           | 0           | 418    | 121    |

### Cronologia presenze e reti in nazionale
| Cronologia completa delle presenze e delle reti in nazionale ― Romania | Cronologia completa delle presenze e delle reti in nazionale ― Romania | Cronologia completa delle presenze e delle reti in nazionale ― Romania | Cronologia completa delle presenze e delle reti in nazionale ― Romania | Cronologia completa delle presenze e delle reti in nazionale ― Romania | Cronologia completa delle presenze e delle reti in nazionale ― Romania | Cronologia completa delle presenze e delle reti in nazionale ― Romania | Cronologia completa delle presenze e delle reti in nazionale ― Romania |
| Data                                                                   | Città                                                                  | In casa                                                                | Risultato                                                              | Ospiti                                                                 | Competizione                                                           | Reti                                                                   | Note                                                                   |
| ---------------------------------------------------------------------- | ---------------------------------------------------------------------- | ---------------------------------------------------------------------- | ---------------------------------------------------------------------- | ---------------------------------------------------------------------- | ---------------------------------------------------------------------- | ---------------------------------------------------------------------- | ---------------------------------------------------------------------- |
| 31-5-2014                                                              | Yverdon                                                                | Albania                                                                | 0 – 1                                                                  | Romania                                                                | Amichevole                                                             | -                                                                      | 83’                                                                    |
| 23-3-2016                                                              | Giurgiu                                                                | Romania                                                                | 1 – 0                                                                  | Lituania                                                               | Amichevole                                                             | -                                                                      | 46’                                                                    |
| 14-11-2017                                                             | Bucarest                                                               | Romania                                                                | 0 – 3                                                                  | Paesi Bassi                                                            | Amichevole                                                             | -                                                                      | 63’                                                                    |
| 11-11-2020                                                             | Ploiești                                                               | Romania                                                                | 5 – 3                                                                  | Bielorussia                                                            | Amichevole                                                             | -                                                                      | 57’                                                                    |
| 18-11-2020                                                             | Belfast                                                                | Irlanda del Nord                                                       | 1 – 1                                                                  | Romania                                                                | UEFA Nations League 2020-2021 - 1º turno                               | -                                                                      | 87’                                                                    |
| 25-3-2021                                                              | Bucarest                                                               | Romania                                                                | 3 – 2                                                                  | Macedonia del Nord                                                     | Qual. Mondiali 2022                                                    | 1                                                                      | 76’                                                                    |
| 28-3-2021                                                              | Bucarest                                                               | Romania                                                                | 0 – 1                                                                  | Germania                                                               | Qual. Mondiali 2022                                                    | -                                                                      | 83’                                                                    |
| 31-3-2021                                                              | Erevan                                                                 | Armenia                                                                | 3 – 2                                                                  | Romania                                                                | Qual. Mondiali 2022                                                    | -                                                                      | 74’                                                                    |
| 2-6-2021                                                               | Ploiești                                                               | Romania                                                                | 1 – 2                                                                  | Georgia                                                                | Amichevole                                                             | -                                                                      | 42’                                                                    |
| 11-11-2021                                                             | Bucarest                                                               | Romania                                                                | 0 – 0                                                                  | Islanda                                                                | Qual. Mondiali 2022                                                    | -                                                                      | 77’                                                                    |
| 25-3-2022                                                              | Bucarest                                                               | Romania                                                                | 0 – 1                                                                  | Grecia                                                                 | Amichevole                                                             | -                                                                      | 61’                                                                    |
| 4-6-2022                                                               | Podgorica                                                              | Montenegro                                                             | 2 – 0                                                                  | Romania                                                                | UEFA Nations League 2022-2023 - 1º turno                               | -                                                                      | 65’                                                                    |
| 7-6-2022                                                               | Zenica                                                                 | Bosnia ed Erzegovina                                                   | 1 – 0                                                                  | Romania                                                                | UEFA Nations League 2022-2023 - 1º turno                               | -                                                                      | 74’                                                                    |
| 14-6-2022                                                              | Bucarest                                                               | Romania                                                                | 0 – 3                                                                  | Montenegro                                                             | UEFA Nations League 2022-2023 - 1º turno                               | -                                                                      | 46’                                                                    |
| 23-9-2022                                                              | Helsinki                                                               | Finlandia                                                              | 1 – 1                                                                  | Romania                                                                | UEFA Nations League 2022-2023 - 1º turno                               | 1                                                                      | 66’                                                                    |
| 25-3-2023                                                              | Andorra la Vella                                                       | Andorra                                                                | 0 – 2                                                                  | Romania                                                                | Qual. Euro 2024                                                        | -                                                                      | 78’                                                                    |
| 28-3-2023                                                              | Bucarest                                                               | Romania                                                                | 2 – 1                                                                  | Bielorussia                                                            | Qual. Euro 2024                                                        | -                                                                      | 77’                                                                    |
| 26-3-2024                                                              | Madrid                                                                 | Colombia                                                               | 3 – 2                                                                  | Romania                                                                | Amichevole                                                             | 1                                                                      | 78’                                                                    |
| 21-3-2025                                                              | Bucarest                                                               | Romania                                                                | 0 – 1                                                                  | Bosnia ed Erzegovina                                                   | Qual. Mondiali 2026                                                    | -                                                                      | 46’                                                                    |
| 7-6-2025                                                               | Vienna                                                                 | Austria                                                                | 2 – 1                                                                  | Romania                                                                | Qual. Mondiali 2026                                                    | 1                                                                      | 85’                                                                    |
| 10-6-2025                                                              | Bucarest                                                               | Romania                                                                | 2 – 0                                                                  | Cipro                                                                  | Qual. Mondiali 2026                                                    | 1                                                                      | 26’ 73’                                                                |
| Totale                                                                 |                                                                        | Presenze                                                               | 21                                                                     |                                                                        | Reti                                                                   | 5                                                                      |                                                                        |

## Palmarès

### Club

#### Competizioni nazionali
- Coppa di Romania: 1

FCSB: 2019-2020
- Campionato rumeno: 1

FCSB: 2024-2025
- Supercoppa di Romania: 1

FCSB: 2025

### Individuale
- Capocannoniere della Liga I: 2

2020-2021 (24 gol), 2021-2022 (20 gol)